# Mainardo (vescovo)
Mainardo di Torino (XI secolo – Torino, 10 dicembre 1116) è stato un vescovo cattolico italiano.

## Biografia
Mainardo, detto anche Maginardo, fu eletto vescovo di Torino nel 1099.
Come molti dei suoi predecessori e successori, nel suo periodo di governo della diocesi torinese fu particolarmente prodigo di elargizioni nei confronti del monastero di San Salvatore di Torino, ai canonici del quale concesse di poter utilizzare il beneficio ecclesiastico del loro prevosto.
Fu più volte presente a Milano per presenziare a sinodi convocati ad opera dell'arcivescovo Grossolano, nonché ai concili ordinati da papa Pasquale II nel 1105 e nel 1116.
Morì a Torino il 10 dicembre 1116.

## Successione apostolica
La successione apostolica è:
- Arcivescovo Giordano da Clivio (1112)